# Stade Georges-Carcassonne
Le stade Georges-Carcassonne est un stade municipal situé à Aix-en-Provence.
Doté d'un gazon naturel, pouvant recevoir jusqu'à 3 700 spectateurs, il accueille les matchs de l'équipe de football du AS Aix-en-Provence (PHB) et de son équipe réserve. Il est également le stade sur lequel évolue l'équipe des Argonautes d'Aix-en-Provence (football américain) et est aussi le lieu d'événements plus ponctuelles telles un match amical de football entre l'équipe d'Algérie et l'équipe du Gabon le 14 août 2006. Lors de l'Euro 2016 organisé en France, le stade accueille les entrainements de l'équipe d'Ukraine qui sera éliminé au premier tour.

## Galerie

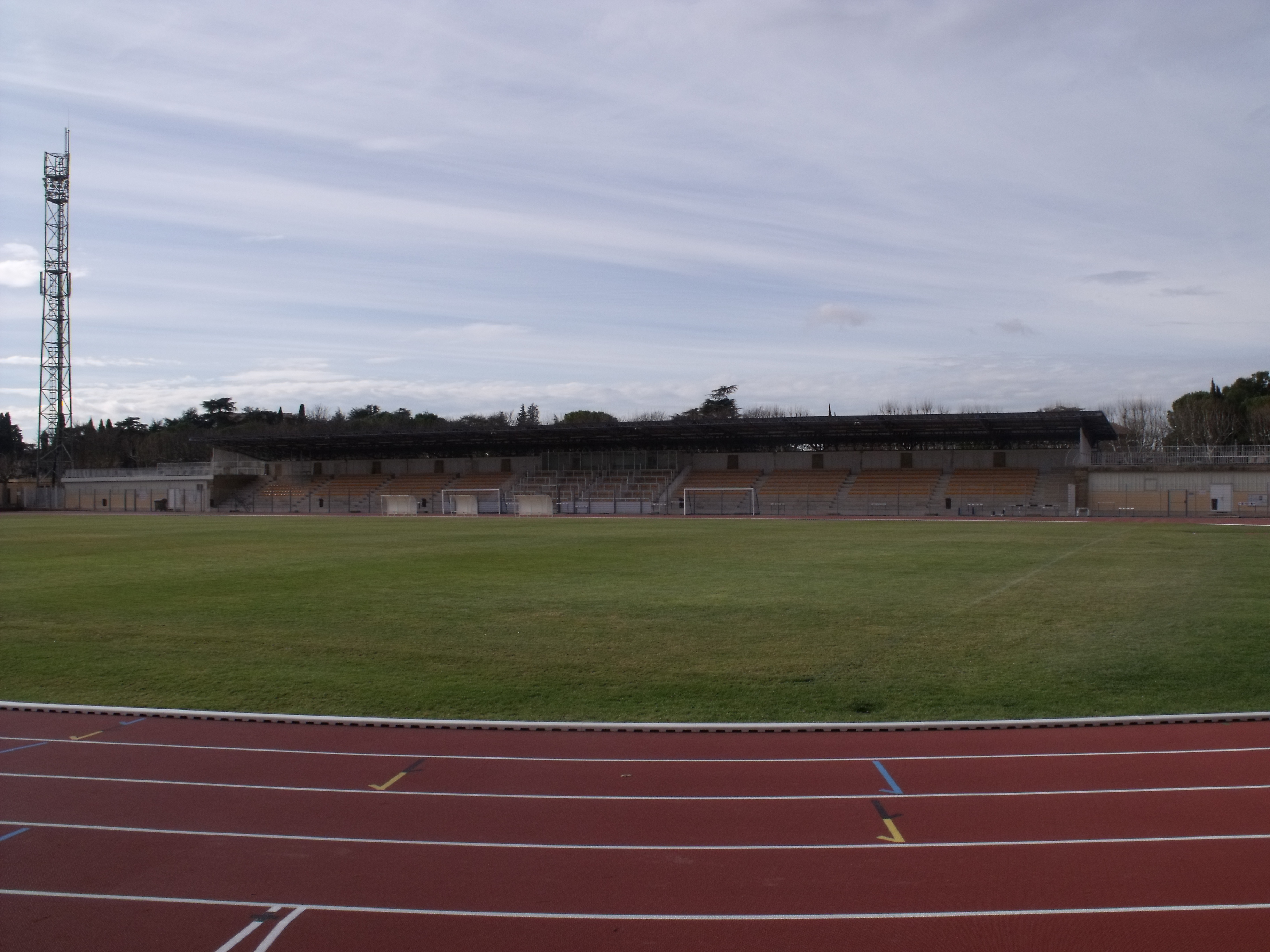
Pelouse du stade Georges-Carcassonne